# Rihards Kols
Rihards Kols, né le 16 décembre 1984 à Riga, est un homme politique letton. Membre de l'Alliance nationale, il est élu député européen lors des élections européennes de 2024, après avoir été membre de la Saeima à partir de 2014.

## Biographie
Rihards Kols naît le 16 décembre 1984 à Riga, en Lettonie. Il entame des études de droit en 2003 à l'université Turība (en), qu'il termine en 2008, avant de réaliser un Master of Arts à l'université de Westminster.
Il est élu député de la Saeima lors des élections législatives de 2014, puis réélu en 2018 et 2022. Il fait partie de l'Alliance nationale, parti dont il est le vice-président. Il cède sa place au Parlement letton en 2024 après son élection comme député européen lors des élections européennes.
Il est également membre de la Garde nationale lettonne (en).

## Récompenses et distinctions
- Médaille de la gratitude (Arménie), le 7 avril 2022
- Ordre de la Croix de Terra Mariana (Estonie), 3e classe, le 19 avril 2023
- Ordre du Mérite (Ukraine), 3e classe, le 28 décembre 2023
- Ordre de la Couronne de chêne (Luxembourg), commandeur, le 27 décembre 2023[2]